# Queen Mary's Crown
Queen Mary's Crown er en krone , der blev lavet i 1911 til Mary af Teck, gemalinde til George V. Det er en del af kronjuvelerne i Det Forenede Kongerige.

## Oprindelse
Mary købte den Art Deco-inspirerede krone fra Garrard & Co. ud af sin egen lomme i håb om, at det ville blive et arvestykke båret af fremtidige dronninger. Det er noget usædvanligt for en britisk krone, idet den har otte bøjler i stedet for de mere typiske fire bøjler..
Den er 25 cm høj og vejer 590 g. Den sølvforgyldte krone har omkring 2.200 rosenslebne og brillantslebne diamanter, og indeholdt oprindeligt den 105,6 karat (21,12 g) Koh-i-Noor diamant, samt den 94,4 karat (18,88). g) Cullinan III og 63,6 karat (12,72 g) Cullinan IV diamanter.